# Snuff
 For alternative betydninger, se Dødsporno. (Se også artikler, som begynder med Dødsporno)
|  | Sammenskrivningsforslag Artiklen Snuff er foreslået føjet ind i Snus. (Siden april 2015) Diskutér forslaget |

Snuff er en type nikotinholding tobak i pulverform, som sniffes gennem næsen. Begrebet benyttes også som en fællesbetegnelse for pulvertobak, og omfatter da snus, der betegnes som fugtig snuff (moist snuff).
Tør snuff er fremstillet af knuste tobaksblade, ofte tilsat smag af mentol, frugt eller krydderi. 
Ifølge den danske Sundhedsstyrelse er snuff ikke ligeså skadelig som konventionel røgtobak, men Sundhedsstyrelsen fraråder brugen af snuff, da ethvert tobaksprodukt medfører risiko for udvikling af kræft. 